# Maria Bogusławska
Maria Bogusławska, także: Marya Bogusławska (ur. 6 czerwca 1868 w Warszawie, zm. 8 lutego 1929 w Poznaniu) – polska pisarka, aktorka teatralna, dziennikarka i działaczka oświatowa.
Córka Edwarda Wojciecha Bogusławskiego, powieściopisarza. Siostra Edwarda Romualda Bogusławskiego, historyka, publicysty i krytyka.
Pisała głównie powieści historyczne, książki, opowiadania i sztuki teatralne dla dzieci i młodzieży.
Jako aktorka teatralna występowała m.in. w teatrach Poznania i Płocka (m.in. grała role w sztukach: Grochowy wieniec Antoniego Małeckiego i Państwo Wackowie - komedii Zygmunta Przybylskiego).

## Twórczość
- 1901 - Ofiara Wiktosi - powieść dla dzieci
- 1907 - Dzika Franka - opowiadanie
- 1909 - Młody juhas; Przestępstwo Władka; Krzyż babuni - zbiór opowiadań
- 1909 - Virtuti Militari - powieść historyczna z roku 1809
- 1910 - Młodzi amatorowie: Na polu Grunwaldu; Sąd Europy - obrazki sceniczne
- 1910 - Z pamiętnika Marylki - wspomnienia z lat niedawnych
- 1911 - Gdziem nie był, com cierpiał - opowiadanie historyczne z cyklu "Legiony"
- 1912 - Kto im łzy powróci? - obrazek sceniczny w 2 aktach
- 1912 - Rozjemca - obrazek dramatyczny w 2 odsłonach z dziejów starożytnej Hellady
- 1912 - Sclavus saltans (Tańczący niewolnik) - obrazek dramatyczny w 1 odsłonie z życia starożytnego Rzymu
- 1913 - Na wydaniu - monologi sceniczne z tragi-komedyi życia kobiety
- 1913 - Pamiątka powstania 1863 roku w pięćdziesiątą jego rocznicę
- 1916 - Jasełka dla maluczkich - utwór sceniczny
- 1917 - Duch zamku olsztyńskiego - powieść dla młodzieży
- 1917 - Królewna Wiosna i królewicz Lato - fantazja sceniczna w 3 odsłonach, w 1 dekoracji ze śpiewami i tańcami
- 1917 - O okrutnym zbóju i Krzysiu sierocie - opowiadanie dla dzieci
- 1917 - W noc wigilijną - obrazek fantastyczny w 1 odsłonie
- 1918 - Henryk Dąbrowski: W setną rocznicę zgonu
- 1918 - Tomasz Ptak z Wielebna - powieść historyczna
- 1919 - Bóg się rodzi - obrazek fantastyczny na scenę, ze śpiewami i tańcami, w 1 odsłonie
- 1919 - Król chłopków - opowiadanie historyczne dla młodzieży
- 1919 - Młodzi - cztery powieści dla młodzieży dorosłej i dorastającej
- 1920 - Dziecko legjonu - powieść historyczna z końca XVIII w.
- 1920 - Dziedzictwo Kordeckiego: Ks. Ignacy Skorupka
- 1920 - Niedola Polaków przed wielką wojną
- 1922 - Drobiazgi - obrazki z codziennego życia
- 1922 - Gospoda Pod Modrym Fartuszkiem - powieść historyczna z dziejów Pomorza XVII w.
- 1922 - Handlarz uliczny - utwór sceniczny w 3 aktach
- 1922 - Z ziemi włoskiej do Polski - obrazek sceniczny w 3 aktach ze śpiewami
- 1923 - Brodnica. Zarys historji miasta
- 1924 - Biały dwór nad Stochodem - powieść z okresu pomiędzy 1917 a 1920 r.
- 1925 - Sztandar Czwartego Pułku Legii Nadwiślańskiej - obrazek sceniczny w 1 odsłonie
- 1925 - W czerwcową noc - obrazek sceniczny w 1 odsłonie
- 1927 - Po ojcach spuścizna (Virtuti Militari) - powieść historyczna
- 1928 - Jaś Don-Kiszocik - powieść dla młodzieży
- ? - Magdusine oczy - opowiadanie dla młodzieży